# John Adam (Segler)
John McCullough Adam (* 6. November 1875 in Gourock, Schottland; † 24. Januar 1946 ebenda) war ein britischer Segler.

## Erfolge
John Adam gewann 1908 in London bei den Olympischen Spielen in der 12-Meter-Klasse die Silbermedaille. Bei der auf dem Firth of Clyde in Schottland ausgetragenen Regatta traten lediglich die beiden britischen Boote Hera und Mouchette, zu deren Crew Adam gehörte, in zwei Wettfahrten gegeneinander an. Die Hera gewann beide Wettfahrten, sodass neben Adam und Skipper Charles MacIver auch die übrigen Crewmitglieder John Jellico, James Baxter, William Davidson, Thomas Littledale, J. Graham Kenion, James Spence, Charles MacLeod-Robertson und Charles R. MacIver den zweiten Platz belegten.